# François-Joseph Naderman

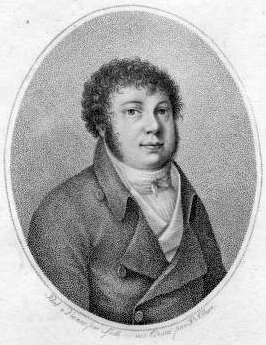
François-Joseph Naderman.

François-Joseph Naderman, född den 5 augusti 1781 i Paris, död där den 2 april 1835, var en fransk harpvirtuos och kompositör för sitt instrument. 
Fadern var harpfabrikant. Elev av Krumpholz, en vän till fadern, uppnådde han snart en betydande färdighet på harpa och hans spel vann en stor popularitet. En tidig korpulens var ett väsentligt hinder för honom att i högre grad utbilda sin talang. Dock åtnjöt han länge anseendet som en av Frankrikes skickligaste harpister, tills Bochsa 1812 förstod att vinna publiken för sig genom ett djärvare, i tekniskt avseende mera utvecklat spel. Efter restaurationen blev Naderman kunglig kammarharpist, samt 1825 professor i harpa vid konservatoriet. Han var kompanjon med brodern, Henri Naderman, i dennes harpfabrik, och sökte, om än till sist utan framgång, hävda de så kallade hakharpornas (a crochet) företräde framför Sébastien Érards nya system med pedalharpor (a four diette). Han skrev ett halvt hundratal tonsättningar för harpa: konserter, kvartetter, trior, duetter, variationer och så vidare. Högre i värde är hans harpskola.